# کاستل بروس

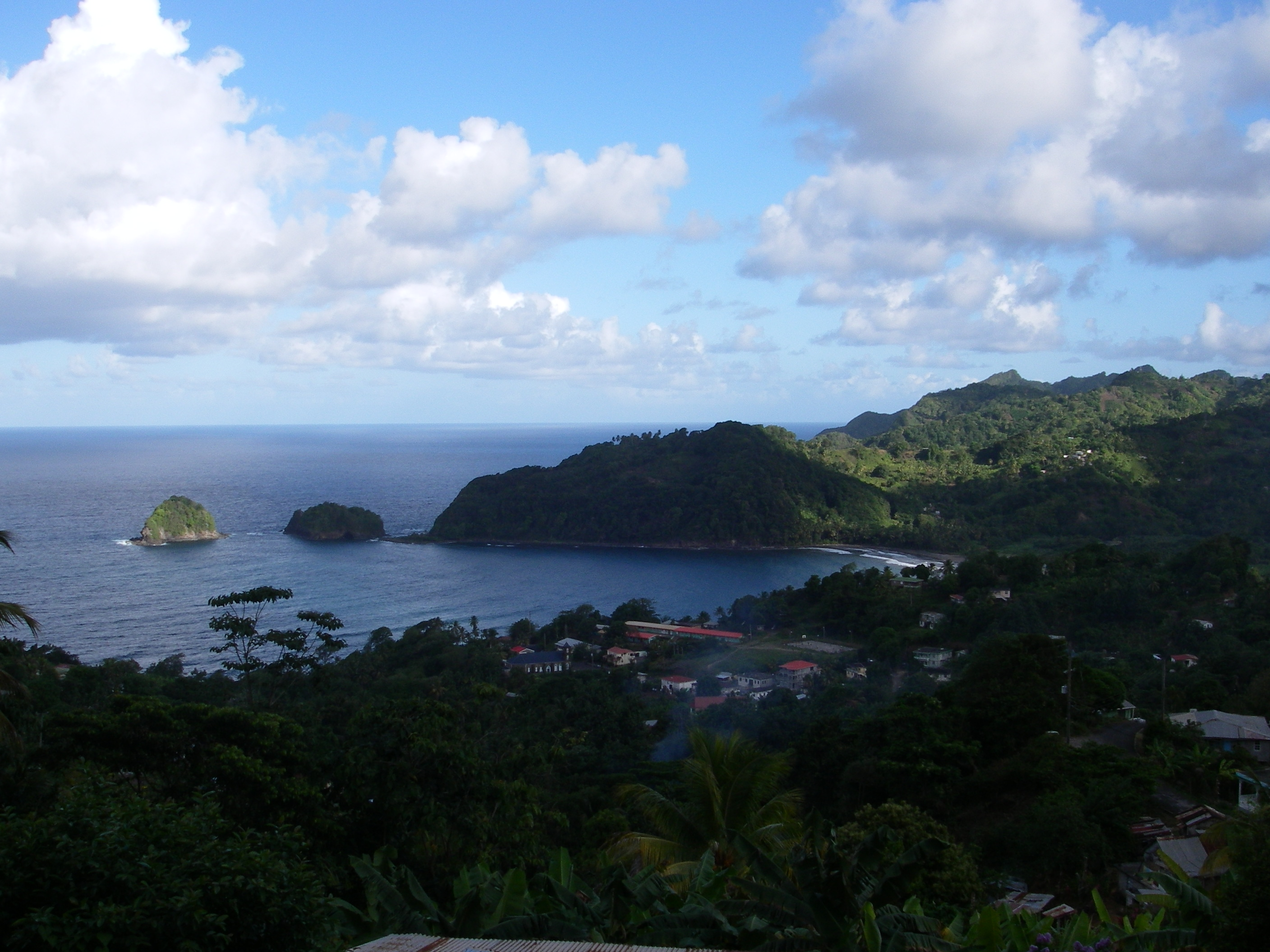
Castle Bruce

کاستل بروس (انگلیسی: Castle Bruce) نام منطقه‌ای مسکونی در دومینیکا است.